# Usher/Auszeichnungen für Musikverkäufe

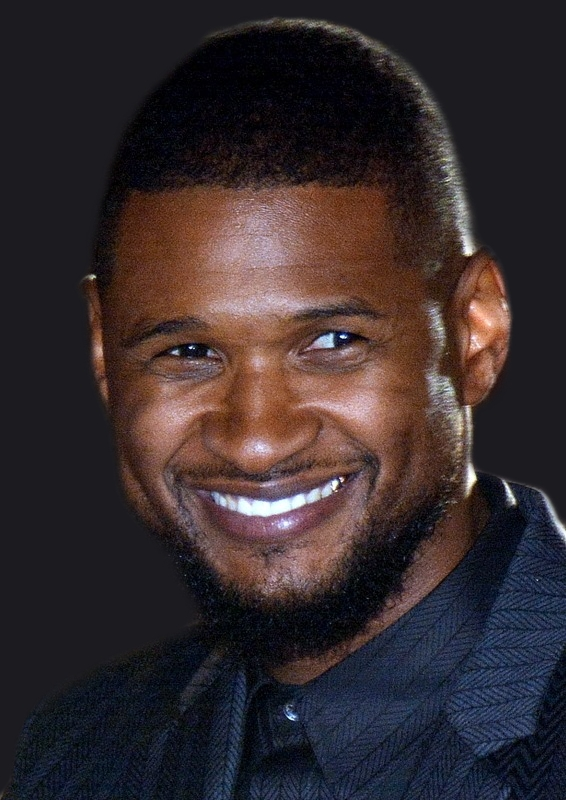
Usher (2016)

Dies ist eine Übersicht über die Auszeichnungen für Musikverkäufe des US-amerikanischen R&B-Sängers Usher. Die Auszeichnungen finden sich nach ihrer Art (Gold, Platin usw.), nach Staaten getrennt in chronologischer Reihenfolge, geordnet sowie nach den Tonträgern selbst, ebenfalls in chronologischer Reihenfolge, getrennt nach Medium (Alben, Singles usw.), wieder.

## Auszeichnungen
| - Vereinigtes Königreich - 2015: für die Single More - 2016: für die Single Climax - 2017: für die Single Body Language - 2019: für die Single Crash - 2020: für die Single Caught Up - 2020: für die Single Pop Ya Collar - 2022: für die Single Good Kisser - 2024: für die Single Nice & Slow - 2025: für die Single Hey Daddy (Daddy’s Home) - 2025: für die Single Same Girl - Australien - 2002: für die Single I Need a Girl (Part I) - 2005: für das Videoalbum Rhythm City Volume One: Caught Up - 2008: für das Album Here I Stand - 2017: für die Single Don’t Look Down - 2017: für die Single Body Language - 2018: für die Single Moving Mountains - 2018: für die Single Numb - 2018: für die Single No Limit - 2018: für das Album My Way - 2018: für die Single Same Girl - Belgien - 2001: für die Single U Remind Me - 2011: für die Single DJ Got Us Fallin’ in Love - 2011: für die Single Without You - 2012: für die Single More - Brasilien - 2023: für die Single Don’t Look Down - 2024: für die Single Come Thru - Dänemark - 2009: für die Single Love in This Club - 2011: für die Single Without You - 2016: für die Single I Don’t Mind - 2021: für die Single My Boo - 2021: für die Single U Remind Me - 2023: für die Single More - 2023: für die Single The Christmas Song - 2025: für das Album Raymond v. Raymond - Deutschland - 2004: für das Album Confessions - 2011: für die Single More - 2012: für die Single Scream - 2012: für die Single Without You - 2022: für das Album 8701 - 2022: für die Single My Boo - 2022: für die Single OMG - Frankreich - 2001: für das Album 8701 - 2004: für das Album Confessions - 2005: für das Videoalbum Truth Tour: Behind the Truth - Irland - 2008: für das Album Here I Stand - Italien - 2014: für die Single DJ Got Us Fallin’ in Love - Japan - 2002: für das Album 8701 - 2008: für das Album Here I Stand - 2014: für die Single Yeah! (Digital) - 2014: für die Single Love in This Club (Digital) - 2014: für die Single DJ Got Us Fallin’ in Love (Digital) - Kanada - 2005: für das Videoalbum Live Evolution 8701 - 2005: für das Videoalbum Rhythm City Volume One: Caught Up - 2016: für die Single Don’t Look Down - 2017: für die Single Party - 2019: für das Album Looking 4 Myself - 2019: für die Single Climax - 2019: für die Single Numb - 2019: für die Single No Limit - 2019: für die Single Body Language - 2024: für die Single Caught Up - Mexiko - 2012: für die Single OMG - Neuseeland - 1998: für die Single Nice & Slow - 2002: für die Single I Need a Girl (Part I) - 2004: für die Single Burn - 2009: für die Single Moving Mountains - 2011: für die Single More - 2012: für die Single Scream - 2012: für die Single Rest of My Life - 2015: für die Single Climax - 2016: für die Single Don’t Look Down - 2023: für das Album Looking 4 Myself - 2024: für das Album My Way - Niederlande - 2001: für das Album My Way - 2004: für das Album Confessions - Österreich - 2004: für die Single Yeah! - 2011: für die Single DJ Got Us Fallin’ in Love - 2012: für die Single Without You - 2014: für die Single More - Polen - 2015: für die Single Don’t Look Down - Schweden - 2002: für die Single U Remind Me - 2004: für die Single Yeah! - 2010: für die Single OMG - 2010: für die Single DJ Got Us Fallin’ in Love - 2011: für die Single More - Schweiz - 2002: für das Album 8701 - 2002: für die Single I Need a Girl (Part I) - 2004: für die Single Yeah! - Singapur - 2020: für das Album Confessions - Spanien - 2024: für die Single Promise - 2024: für die Single Without You - Vereinigte Staaten - 1999: für das Album Live - 1999: für das Videoalbum Live - 2003: für die Videosingle U Don’t Have to Call/U Got It Bad - 2006: für den Mastertone Confessions (Part II) - 2008: für den Mastertone Love in This Club, Part II - 2009: für den Mastertone U Got It Bad - 2011: für die Single Dirty Dancer - 2018: für die Single Don’t Look Down - 2021: für die Single Don’t Waste My Time - 2024: für die Single The Christmas Song - 2024: für das Album Hard II Love - 2024: für die Single Hot Tottie - 2024: für die Single Papers - 2024: für die Single Rivals - 2024: für das Lied Can You Handle It? - Vereinigtes Königreich - 1998: für das Album My Way - 2007: für das Videoalbum Live Evolution 8701 - 2008: für das Album Here I Stand - 2015: für das Album Looking 4 Myself - 2019: für die Single Scream - 2021: für die Single Don’t Look Down - 2023: für die Single New Flame - 2024: für die Single Come Thru - 2025: für die Single Party | - Australien - 2004: für das Videoalbum Live Evolution 8701 - 2010: für das Album Raymond v. Raymond - 2011: für die Single Dirty Dancer - 2013: für die Single Rest of My Life - 2018: für die Single Caught Up - 2018: für die Single Climax - 2018: für die Single Confessions (Part II) - 2018: für die Single You Make Me Wanna… - 2018: für die Single She Came to Give It to You - 2018: für die Single I Don’t Mind - 2018: für die Single Party - 2019: für die Single New Flame - 2023: für die Single Come Thru - 2024: für die Single Somebody to Love (Remix) - Belgien - 2004: für die Single Yeah! - Brasilien - 2023: für die Single Too Much - 2024: für die Single Without You - Dänemark - 2013: für das Streaming Scream - 2018: für das Album 8701 - 2020: für die Single DJ Got Us Fallin’ in Love - Italien - 2018: für die Single Don’t Look Down - 2021: für die Single Yeah! - Japan - 2004: für das Album Confessions - Kanada - 2010: für das Album Raymond v. Raymond - 2012: für die Single Dirty Dancer - 2021: für die Single Come Thru - 2024: für die Single Confessions (Part II) - 2024: für die Single Burn - Mexiko - 2012: für die Single DJ Got Us Fallin’ in Love - Neuseeland - 2002: für das Album 8701 - 2008: für die Single Love in This Club - 2012: für die Single Without You - 2019: für die Single I Don’t Mind - 2019: für die Single Party - 2021: für die Single U Got It Bad - 2021: für die Single Confessions (Part II) - 2022: für das Album Here I Stand - 2022: für die Single You Make Me Wanna… - 2023: für die Single Body Language - 2024: für die Single Same Girl - 2024: für die Single Love in This Club, Part II - Norwegen - 2004: für die Single Yeah! - Schweiz - 2005: für das Album Confessions - 2011: für die Single DJ Got Us Fallin’ in Love - 2011: für die Single More - 2012: für die Single Without You - Spanien - 2024: für die Single If I Ain’t Got You (Remix) - 2024: für die Single DJ Got Us Fallin’ in Love - 2025: für die Single Yeah! - Südafrika - 2002: für das Album 8701 - Ungarn - 2004: für das Album Confessions - Vereinigte Staaten - 1998: für die Single My Way - 2005: für das Videoalbum Live Evolution 8701 - 2006: für den Mastertone My Boo - 2008: für den Mastertone Love in This Club - 2009: für den Mastertone Burn - 2019: für die Single Body Language - 2024: für das Album Looking 4 Myself - 2024: für die Single Caught Up - 2024: für die Single Good Kisser - 2024: für die Single Lemme See - 2024: für die Single Lil Freak - 2024: für die Single Love in This Club, Part II - 2024: für die Single Moving Mountains - 2024: für die Single Trading Places - 2024: für die Single U Don’t Have to Call - 2024: für das Lied Superstar - 2024: für die Single Dientes (Latin) - Vereinigtes Königreich - 2017: für die Single Without You - 2020: für die Single You Make Me Wanna… - 2020: für die Single U Remind Me - 2020: für die Single Burn - 2021: für die Single I Don’t Mind - 2022: für die Single Love in This Club - 2022: für die Single My Boo - 2023: für die Single U Got It Bad - 2024: für das Album Raymond v. Raymond - 2024: für die Single Confessions (Part II) - Australien - 2005: für das Album 8701 - 2018: für die Single Burn - 2018: für die Single Crash - 2018: für die Single Scream - 2018: für die Single U Remind Me - 2018: für die Single U Got It Bad - 2018: für die Single Love in This Club - Dänemark - 2012: für das Streaming Without You - 2020: für das Album Confessions - 2024: für die Single Yeah! - Deutschland - 2017: für die Single Yeah! - 2023: für die Single DJ Got Us Fallin’ in Love - Europa - 2005: für das Album Confessions - Kanada - 1998: für das Album My Way - 2010: für die Single OMG - 2010: für die Single DJ Got Us Fallin’ in Love - Neuseeland - 2015: für die Single OMG - 2023: für die Single New Flame - 2023: für die Single U Remind Me - 2024: für das Album Raymond v. Raymond - Russland - 2004: für das Album Confessions - Vereinigte Staaten - 2012: für die Single Without You - 2023: für die Single Come Thru - 2024: für das Album Here I Stand - 2024: für die Single Hey Daddy (Daddy’s Home) - 2024: für die Single No Limit - 2024: für die Single U Remind Me - 2024: für die Single There Goes My Baby - 2025: für die Single The Matrimony - Vereinigtes Königreich - 2013: für das Album 8701 - 2023: für die Single OMG - 2024: für die Single DJ Got Us Fallin’ in Love - Mexiko - 2024: für die Single Promise | - Australien - 2018: für die Single More - Brasilien - 2024: für die Single Somebody to Love (Remix) - Italien - 2012: für die Single Without You - Kanada - 2019: für die Single Scream - 2024: für die Single My Boo - Vereinigte Staaten - 2022: für die Single You Make Me Wanna… - 2022: für die Single Nice & Slow - 2024: für das Album Raymond v. Raymond - 2024: für die Single Climax - 2024: für die Single Confessions (Part II) - 2024: für die Single Scream - 2024: für die Single Party - Australien - 2013: für die Single Without You - Neuseeland - 2025: für die Single My Boo - 2025: für die Single DJ Got Us Fallin’ in Love - Vereinigte Staaten - 2024: für die Single Burn - 2024: für die Single I Don’t Mind - 2025: für die Single New Flame - Vereinigtes Königreich - 2025: für die Single Yeah! - Australien - 2018: für das Album Confessions - Vereinigte Staaten - 2023: für die Single My Boo - 2024: für das Album 8701 - 2024: für die Single Love in This Club - 2024: für die Single U Got It Bad - Vereinigtes Königreich - 2014: für das Album Confessions - Australien - 2018: für die Single OMG - 2018: für die Single DJ Got Us Fallin’ in Love - Neuseeland - 2024: für das Album Confessions - 2025: für die Single Yeah! - Kanada - 2024: für das Album Confessions - Vereinigte Staaten - 2006: für das Videoalbum Truth Tour: Behind the Truth - 2022: für das Album My Way - Vereinigte Staaten - 2024: für die Single DJ Got Us Fallin’ in Love - 2024: für die Single OMG - Australien - 2022: für die Single Yeah! - Vereinigte Staaten - 2024: für die Single Yeah! - Vereinigte Staaten - 2024: für das Album Confessions - Vereinigte Staaten - 2022: für die Single Promise (Latin) - Kanada - 2024: für die Single Yeah! |

## Auszeichnungen nach Alben

### My Way
| Land/Region                  | Auszeichnungen für Musikverkäufe (Land/Region, Auszeichnung, Verkäufe) | Verkäufe  |
| ---------------------------- | ---------------------------------------------------------------------- | --------- |
| Australien (ARIA)            | Gold                                                                   | 35.000    |
| Kanada (MC)                  | 2× Platin                                                              | 200.000   |
| Neuseeland (RMNZ)            | Gold                                                                   | 7.500     |
| Niederlande (NVPI)           | Gold                                                                   | 40.000    |
| Vereinigte Staaten (RIAA)    | 7× Platin                                                              | 7.000.000 |
| Vereinigtes Königreich (BPI) | Gold                                                                   | 100.000   |
| Insgesamt                    | 4× Gold · 9× Platin ·                                                  | 7.382.500 |

### Live
| Land/Region               | Auszeichnungen für Musikverkäufe (Land/Region, Auszeichnung, Verkäufe) | Verkäufe |
| ------------------------- | ---------------------------------------------------------------------- | -------- |
| Vereinigte Staaten (RIAA) | Gold                                                                   | 500.000  |
| Insgesamt                 | 1× Gold ·                                                              | 500.000  |

### 8701
| Land/Region                  | Auszeichnungen für Musikverkäufe (Land/Region, Auszeichnung, Verkäufe) | Verkäufe  |
| ---------------------------- | ---------------------------------------------------------------------- | --------- |
| Australien (ARIA)            | 2× Platin                                                              | 140.000   |
| Dänemark (IFPI)              | Platin                                                                 | 20.000    |
| Deutschland (BVMI)           | Gold                                                                   | 150.000   |
| Frankreich (SNEP)            | Gold                                                                   | 100.000   |
| Japan (RIAJ)                 | Gold                                                                   | 100.000   |
| Neuseeland (RMNZ)            | Platin                                                                 | 15.000    |
| Schweiz (IFPI)               | Gold                                                                   | 20.000    |
| Südafrika (RISA)             | Platin                                                                 | 50.000    |
| Vereinigte Staaten (RIAA)    | 5× Platin                                                              | 5.000.000 |
| Vereinigtes Königreich (BPI) | 2× Platin                                                              | 753.000   |
| Insgesamt                    | 4× Gold · 12× Platin ·                                                 | 6.348.000 |

### Confessions
| Land/Region                  | Auszeichnungen für Musikverkäufe (Land/Region, Auszeichnung, Verkäufe) | Verkäufe    |
| ---------------------------- | ---------------------------------------------------------------------- | ----------- |
| Australien (ARIA)            | 5× Platin                                                              | 350.000     |
| Dänemark (IFPI)              | 2× Platin                                                              | (40.000)    |
| Deutschland (BVMI)           | Gold                                                                   | (100.000)   |
| Europa (IFPI)                | 2× Platin                                                              | 2.000.000   |
| Frankreich (SNEP)            | Gold                                                                   | (100.000)   |
| Japan (RIAJ)                 | Platin                                                                 | 250.000     |
| Kanada (MC)                  | 7× Platin                                                              | 700.000     |
| Neuseeland (RMNZ)            | 6× Platin                                                              | 90.000      |
| Niederlande (NVPI)           | Gold                                                                   | (40.000)    |
| Russland (NFPF)              | 2× Platin                                                              | (40.000)    |
| Schweiz (IFPI)               | Platin                                                                 | (40.000)    |
| Singapur (RIAS)              | Gold                                                                   | 5.000       |
| Ungarn (MAHASZ)              | Platin                                                                 | (20.000)    |
| Vereinigte Staaten (RIAA)    | 14× Platin                                                             | 14.000.000  |
| Vereinigtes Königreich (BPI) | 5× Platin                                                              | (1.500.000) |
| Insgesamt                    | 4× Gold · 36× Platin · 1× Diamant ·                                    | 17.395.000  |

### Here I Stand
| Land/Region                  | Auszeichnungen für Musikverkäufe (Land/Region, Auszeichnung, Verkäufe) | Verkäufe  |
| ---------------------------- | ---------------------------------------------------------------------- | --------- |
| Australien (ARIA)            | Gold                                                                   | 35.000    |
| Irland (IRMA)                | Gold                                                                   | 7.500     |
| Japan (RIAJ)                 | Gold                                                                   | 100.000   |
| Neuseeland (RMNZ)            | Platin                                                                 | 15.000    |
| Vereinigte Staaten (RIAA)    | 2× Platin                                                              | 2.000.000 |
| Vereinigtes Königreich (BPI) | Gold                                                                   | 100.000   |
| Insgesamt                    | 4× Gold · 3× Platin ·                                                  | 2.257.500 |

### Raymond v. Raymond
| Land/Region                  | Auszeichnungen für Musikverkäufe (Land/Region, Auszeichnung, Verkäufe) | Verkäufe  |
| ---------------------------- | ---------------------------------------------------------------------- | --------- |
| Australien (ARIA)            | Platin                                                                 | 70.000    |
| Dänemark (IFPI)              | Gold                                                                   | 10.000    |
| Kanada (MC)                  | Platin                                                                 | 80.000    |
| Neuseeland (RMNZ)            | 2× Platin                                                              | 30.000    |
| Vereinigte Staaten (RIAA)    | 3× Platin                                                              | 3.000.000 |
| Vereinigtes Königreich (BPI) | Platin                                                                 | 300.000   |
| Insgesamt                    | 1× Gold · 8× Platin ·                                                  | 3.490.000 |

### Looking 4 Myself
| Land/Region                  | Auszeichnungen für Musikverkäufe (Land/Region, Auszeichnung, Verkäufe) | Verkäufe  |
| ---------------------------- | ---------------------------------------------------------------------- | --------- |
| Kanada (MC)                  | Gold                                                                   | 40.000    |
| Neuseeland (RMNZ)            | Gold                                                                   | 7.500     |
| Vereinigte Staaten (RIAA)    | Platin                                                                 | 1.000.000 |
| Vereinigtes Königreich (BPI) | Gold                                                                   | 100.000   |
| Insgesamt                    | 3× Gold · 1× Platin ·                                                  | 1.147.500 |

### Hard II Love
| Land/Region               | Auszeichnungen für Musikverkäufe (Land/Region, Auszeichnung, Verkäufe) | Verkäufe |
| ------------------------- | ---------------------------------------------------------------------- | -------- |
| Vereinigte Staaten (RIAA) | Gold                                                                   | 500.000  |
| Insgesamt                 | 1× Gold ·                                                              | 500.000  |

## Auszeichnungen nach Singles

### You Make Me Wanna…
| Land/Region                  | Auszeichnungen für Musikverkäufe (Land/Region, Auszeichnung, Verkäufe) | Verkäufe  |
| ---------------------------- | ---------------------------------------------------------------------- | --------- |
| Australien (ARIA)            | Platin                                                                 | 70.000    |
| Neuseeland (RMNZ)            | Platin                                                                 | 30.000    |
| Vereinigte Staaten (RIAA)    | 3× Platin                                                              | 3.000.000 |
| Vereinigtes Königreich (BPI) | Platin                                                                 | 600.000   |
| Insgesamt                    | 6× Platin ·                                                            | 3.700.000 |

### Nice & Slow
| Land/Region                  | Auszeichnungen für Musikverkäufe (Land/Region, Auszeichnung, Verkäufe) | Verkäufe  |
| ---------------------------- | ---------------------------------------------------------------------- | --------- |
| Neuseeland (RMNZ)            | Gold                                                                   | 5.000     |
| Vereinigte Staaten (RIAA)    | 3× Platin                                                              | 3.000.000 |
| Vereinigtes Königreich (BPI) | Silber                                                                 | 200.000   |
| Insgesamt                    | 1× Silber · 1× Gold · 3× Platin ·                                      | 3.205.000 |

### My Way
| Land/Region               | Auszeichnungen für Musikverkäufe (Land/Region, Auszeichnung, Verkäufe) | Verkäufe  |
| ------------------------- | ---------------------------------------------------------------------- | --------- |
| Vereinigte Staaten (RIAA) | Platin                                                                 | 1.400.000 |
| Insgesamt                 | 1× Platin ·                                                            | 1.400.000 |

### Pop Ya Collar
| Land/Region                  | Auszeichnungen für Musikverkäufe (Land/Region, Auszeichnung, Verkäufe) | Verkäufe |
| ---------------------------- | ---------------------------------------------------------------------- | -------- |
| Vereinigtes Königreich (BPI) | Silber                                                                 | 200.000  |
| Insgesamt                    | 1× Silber ·                                                            | 200.000  |

### U Remind Me
| Land/Region                  | Auszeichnungen für Musikverkäufe (Land/Region, Auszeichnung, Verkäufe) | Verkäufe  |
| ---------------------------- | ---------------------------------------------------------------------- | --------- |
| Australien (ARIA)            | 2× Platin                                                              | 140.000   |
| Belgien (BRMA)               | Gold                                                                   | 25.000    |
| Dänemark (IFPI)              | Gold                                                                   | 45.000    |
| Neuseeland (RMNZ)            | 2× Platin                                                              | 60.000    |
| Schweden (IFPI)              | Gold                                                                   | 15.000    |
| Vereinigte Staaten (RIAA)    | 2× Platin                                                              | 2.000.000 |
| Vereinigtes Königreich (BPI) | Platin                                                                 | 869.000   |
| Insgesamt                    | 3× Gold · 7× Platin ·                                                  | 3.154.000 |

### U Got It Bad
| Land/Region                  | Auszeichnungen für Musikverkäufe (Land/Region, Auszeichnung, Verkäufe) | Verkäufe  |
| ---------------------------- | ---------------------------------------------------------------------- | --------- |
| Australien (ARIA)            | 2× Platin                                                              | 140.000   |
| Neuseeland (RMNZ)            | Platin                                                                 | 30.000    |
| Vereinigte Staaten (RIAA)    | 5× Platin · + Gold (Mastertone)                                        | 5.500.000 |
| Vereinigtes Königreich (BPI) | Platin                                                                 | 600.000   |
| Insgesamt                    | 1× Gold · 9× Platin ·                                                  | 6.270.000 |

### U Don’t Have to Call
| Land/Region               | Auszeichnungen für Musikverkäufe (Land/Region, Auszeichnung, Verkäufe) | Verkäufe  |
| ------------------------- | ---------------------------------------------------------------------- | --------- |
| Vereinigte Staaten (RIAA) | Platin · + Gold (Videosingle)                                          | 1.025.000 |
| Insgesamt                 | 1× Gold · 1× Platin ·                                                  | 1.025.000 |

### I Need a Girl (Part I)
| Land/Region       | Auszeichnungen für Musikverkäufe (Land/Region, Auszeichnung, Verkäufe) | Verkäufe |
| ----------------- | ---------------------------------------------------------------------- | -------- |
| Australien (ARIA) | Gold                                                                   | 35.000   |
| Neuseeland (RMNZ) | Gold                                                                   | 5.000    |
| Schweiz (IFPI)    | Gold                                                                   | 25.000   |
| Insgesamt         | 3× Gold ·                                                              | 65.000   |

### Yeah!
| Land/Region                  | Auszeichnungen für Musikverkäufe (Land/Region, Auszeichnung, Verkäufe) | Verkäufe   |
| ---------------------------- | ---------------------------------------------------------------------- | ---------- |
| Australien (ARIA)            | 9× Platin                                                              | 630.000    |
| Belgien (BRMA)               | Platin                                                                 | 30.000     |
| Dänemark (IFPI)              | 2× Platin                                                              | 180.000    |
| Deutschland (BVMI)           | 2× Platin                                                              | 600.000    |
| Italien (FIMI)               | Platin                                                                 | 70.000     |
| Japan (RIAJ)                 | Gold                                                                   | 100.000    |
| Kanada (MC)                  | Diamant                                                                | 800.000    |
| Neuseeland (RMNZ)            | 6× Platin                                                              | 180.000    |
| Norwegen (IFPI)              | Platin                                                                 | 10.000     |
| Österreich (IFPI)            | Gold                                                                   | 15.000     |
| Schweden (IFPI)              | Gold                                                                   | 10.000     |
| Schweiz (IFPI)               | Gold                                                                   | 20.000     |
| Spanien (Promusicae)         | Platin                                                                 | 60.000     |
| Südkorea (KMCA)              | —                                                                      | 80.388     |
| Vereinigte Staaten (RIAA)    | 13× Platin                                                             | 13.000.000 |
| Vereinigtes Königreich (BPI) | 4× Platin                                                              | 2.400.000  |
| Insgesamt                    | 4× Gold · 30× Platin · 2× Diamant ·                                    | 18.185.388 |

### If I Ain’t Got You (Remix)
| Land/Region          | Auszeichnungen für Musikverkäufe (Land/Region, Auszeichnung, Verkäufe) | Verkäufe |
| -------------------- | ---------------------------------------------------------------------- | -------- |
| Spanien (Promusicae) | Platin                                                                 | 60.000   |
| Insgesamt            | 1× Platin ·                                                            | 60.000   |

### Burn
| Land/Region                  | Auszeichnungen für Musikverkäufe (Land/Region, Auszeichnung, Verkäufe) | Verkäufe  |
| ---------------------------- | ---------------------------------------------------------------------- | --------- |
| Australien (ARIA)            | 2× Platin                                                              | 140.000   |
| Kanada (MC)                  | Platin                                                                 | 80.000    |
| Neuseeland (RMNZ)            | Gold                                                                   | 5.000     |
| Vereinigte Staaten (RIAA)    | 4× Platin · + Platin (Mastertone)                                      | 5.000.000 |
| Vereinigtes Königreich (BPI) | Platin                                                                 | 664.000   |
| Insgesamt                    | 1× Gold · 9× Platin ·                                                  | 5.889.000 |

### Confessions (Part II)
| Land/Region                  | Auszeichnungen für Musikverkäufe (Land/Region, Auszeichnung, Verkäufe) | Verkäufe  |
| ---------------------------- | ---------------------------------------------------------------------- | --------- |
| Australien (ARIA)            | Platin                                                                 | 70.000    |
| Kanada (MC)                  | Platin                                                                 | 80.000    |
| Neuseeland (RMNZ)            | Platin                                                                 | 30.000    |
| Vereinigte Staaten (RIAA)    | 3× Platin · + Gold (Mastertone)                                        | 3.500.000 |
| Vereinigtes Königreich (BPI) | Platin                                                                 | 600.000   |
| Insgesamt                    | 1× Gold · 7× Platin ·                                                  | 4.280.000 |

### My Boo
| Land/Region                  | Auszeichnungen für Musikverkäufe (Land/Region, Auszeichnung, Verkäufe) | Verkäufe  |
| ---------------------------- | ---------------------------------------------------------------------- | --------- |
| Dänemark (IFPI)              | Gold                                                                   | 45.000    |
| Deutschland (BVMI)           | Gold                                                                   | 150.000   |
| Kanada (MC)                  | 3× Platin                                                              | 240.000   |
| Neuseeland (RMNZ)            | 4× Platin                                                              | 120.000   |
| Vereinigte Staaten (RIAA)    | 5× Platin · + Platin (Mastertone)                                      | 6.000.000 |
| Vereinigtes Königreich (BPI) | Platin                                                                 | 600.000   |
| Insgesamt                    | 2× Gold · 14× Platin ·                                                 | 7.155.000 |

### Same Girl
| Land/Region                  | Auszeichnungen für Musikverkäufe (Land/Region, Auszeichnung, Verkäufe) | Verkäufe |
| ---------------------------- | ---------------------------------------------------------------------- | -------- |
| Australien (ARIA)            | Gold                                                                   | 35.000   |
| Neuseeland (RMNZ)            | Platin                                                                 | 30.000   |
| Vereinigtes Königreich (BPI) | Silber                                                                 | 200.000  |
| Insgesamt                    | 1× Silber · 1× Gold · 1× Platin ·                                      | 265.000  |

### Caught Up
| Land/Region                  | Auszeichnungen für Musikverkäufe (Land/Region, Auszeichnung, Verkäufe) | Verkäufe  |
| ---------------------------- | ---------------------------------------------------------------------- | --------- |
| Australien (ARIA)            | Platin                                                                 | 70.000    |
| Kanada (MC)                  | Gold                                                                   | 40.000    |
| Vereinigte Staaten (RIAA)    | Platin                                                                 | 1.000.000 |
| Vereinigtes Königreich (BPI) | Silber                                                                 | 200.000   |
| Insgesamt                    | 1× Silber · 1× Gold · 2× Platin ·                                      | 1.310.000 |

### Love in This Club
| Land/Region                  | Auszeichnungen für Musikverkäufe (Land/Region, Auszeichnung, Verkäufe) | Verkäufe  |
| ---------------------------- | ---------------------------------------------------------------------- | --------- |
| Australien (ARIA)            | 2× Platin                                                              | 140.000   |
| Dänemark (IFPI)              | Gold                                                                   | 7.500     |
| Japan (RIAJ)                 | Gold                                                                   | 100.000   |
| Neuseeland (RMNZ)            | Platin                                                                 | 15.000    |
| Vereinigte Staaten (RIAA)    | 5× Platin · + Platin (Mastertone)                                      | 6.000.000 |
| Vereinigtes Königreich (BPI) | Platin                                                                 | 600.000   |
| Insgesamt                    | 2× Gold · 10× Platin ·                                                 | 6.862.500 |

### Love in This Club, Part II
| Land/Region               | Auszeichnungen für Musikverkäufe (Land/Region, Auszeichnung, Verkäufe) | Verkäufe  |
| ------------------------- | ---------------------------------------------------------------------- | --------- |
| Neuseeland (RMNZ)         | Platin                                                                 | 30.000    |
| Vereinigte Staaten (RIAA) | Platin · + Gold (Mastertone)                                           | 1.500.000 |
| Insgesamt                 | 1× Gold · 2× Platin ·                                                  | 1.530.000 |

### Moving Mountains
| Land/Region               | Auszeichnungen für Musikverkäufe (Land/Region, Auszeichnung, Verkäufe) | Verkäufe  |
| ------------------------- | ---------------------------------------------------------------------- | --------- |
| Australien (ARIA)         | Gold                                                                   | 35.000    |
| Neuseeland (RMNZ)         | Gold                                                                   | 7.500     |
| Vereinigte Staaten (RIAA) | Platin                                                                 | 1.000.000 |
| Insgesamt                 | 2× Gold · 1× Platin ·                                                  | 1.042.500 |

### Trading Places
| Land/Region               | Auszeichnungen für Musikverkäufe (Land/Region, Auszeichnung, Verkäufe) | Verkäufe  |
| ------------------------- | ---------------------------------------------------------------------- | --------- |
| Vereinigte Staaten (RIAA) | Platin                                                                 | 1.000.000 |
| Insgesamt                 | 1× Platin ·                                                            | 1.000.000 |

### Papers
| Land/Region               | Auszeichnungen für Musikverkäufe (Land/Region, Auszeichnung, Verkäufe) | Verkäufe |
| ------------------------- | ---------------------------------------------------------------------- | -------- |
| Vereinigte Staaten (RIAA) | Gold                                                                   | 500.000  |
| Insgesamt                 | 1× Gold ·                                                              | 500.000  |

### Hey Daddy (Daddy’s Home)
| Land/Region                  | Auszeichnungen für Musikverkäufe (Land/Region, Auszeichnung, Verkäufe) | Verkäufe  |
| ---------------------------- | ---------------------------------------------------------------------- | --------- |
| Südkorea (KMCA)              | —                                                                      | 187.053   |
| Vereinigte Staaten (RIAA)    | 2× Platin                                                              | 2.000.000 |
| Vereinigtes Königreich (BPI) | Silber                                                                 | 200.000   |
| Insgesamt                    | 1× Silber · 2× Platin ·                                                | 2.387.053 |

### Lil Freak
| Land/Region               | Auszeichnungen für Musikverkäufe (Land/Region, Auszeichnung, Verkäufe) | Verkäufe  |
| ------------------------- | ---------------------------------------------------------------------- | --------- |
| Vereinigte Staaten (RIAA) | Platin                                                                 | 1.000.000 |
| Insgesamt                 | 1× Platin ·                                                            | 1.000.000 |

### OMG
| Land/Region                  | Auszeichnungen für Musikverkäufe (Land/Region, Auszeichnung, Verkäufe) | Verkäufe   |
| ---------------------------- | ---------------------------------------------------------------------- | ---------- |
| Australien (ARIA)            | 6× Platin                                                              | 420.000    |
| Deutschland (BVMI)           | Gold                                                                   | 150.000    |
| Frankreich (SNEP)            | —                                                                      | 63.100     |
| Kanada (MC)                  | 2× Platin                                                              | 160.000    |
| Mexiko (AMPROFON)            | Gold                                                                   | 30.000     |
| Neuseeland (RMNZ)            | 2× Platin                                                              | 30.000     |
| Schweden (IFPI)              | Gold                                                                   | 20.000     |
| Südkorea (KMCA)              | —                                                                      | 285.466    |
| Vereinigte Staaten (RIAA)    | 8× Platin                                                              | 8.000.000  |
| Vereinigtes Königreich (BPI) | 2× Platin                                                              | 1.200.000  |
| Insgesamt                    | 3× Gold · 20× Platin ·                                                 | 10.358.566 |

### Somebody to Love (Remix)
| Land/Region       | Auszeichnungen für Musikverkäufe (Land/Region, Auszeichnung, Verkäufe) | Verkäufe |
| ----------------- | ---------------------------------------------------------------------- | -------- |
| Australien (ARIA) | Platin                                                                 | 70.000   |
| Brasilien (PMB)   | 3× Platin                                                              | 180.000  |
| Insgesamt         | 4× Platin ·                                                            | 250.000  |

### There Goes My Baby
| Land/Region               | Auszeichnungen für Musikverkäufe (Land/Region, Auszeichnung, Verkäufe) | Verkäufe  |
| ------------------------- | ---------------------------------------------------------------------- | --------- |
| Südkorea (KMCA)           | —                                                                      | 186.381   |
| Vereinigte Staaten (RIAA) | 2× Platin                                                              | 2.000.000 |
| Insgesamt                 | 2× Platin ·                                                            | 2.186.381 |

### DJ Got Us Fallin’ in Love
| Land/Region                  | Auszeichnungen für Musikverkäufe (Land/Region, Auszeichnung, Verkäufe) | Verkäufe   |
| ---------------------------- | ---------------------------------------------------------------------- | ---------- |
| Australien (ARIA)            | 6× Platin                                                              | 420.000    |
| Belgien (BRMA)               | Gold                                                                   | 15.000     |
| Dänemark (IFPI)              | Platin                                                                 | 90.000     |
| Deutschland (BVMI)           | 2× Platin                                                              | 600.000    |
| Frankreich (SNEP)            | —                                                                      | 85.700     |
| Italien (FIMI)               | Gold                                                                   | 15.000     |
| Japan (RIAJ)                 | Gold                                                                   | 100.000    |
| Kanada (MC)                  | 2× Platin                                                              | 160.000    |
| Mexiko (AMPROFON)            | Platin                                                                 | 60.000     |
| Neuseeland (RMNZ)            | 4× Platin                                                              | 120.000    |
| Österreich (IFPI)            | Gold                                                                   | 15.000     |
| Schweden (IFPI)              | Gold                                                                   | 20.000     |
| Schweiz (IFPI)               | Platin                                                                 | 30.000     |
| Spanien (Promusicae)         | Platin                                                                 | 60.000     |
| Südkorea (KMCA)              | —                                                                      | 801.627    |
| Vereinigte Staaten (RIAA)    | 8× Platin                                                              | 8.000.000  |
| Vereinigtes Königreich (BPI) | 2× Platin                                                              | 1.200.000  |
| Insgesamt                    | 5× Gold · 28× Platin ·                                                 | 11.792.327 |

### Hot Tottie
| Land/Region               | Auszeichnungen für Musikverkäufe (Land/Region, Auszeichnung, Verkäufe) | Verkäufe |
| ------------------------- | ---------------------------------------------------------------------- | -------- |
| Vereinigte Staaten (RIAA) | Gold                                                                   | 500.000  |
| Insgesamt                 | 1× Gold ·                                                              | 500.000  |

### More
| Land/Region                  | Auszeichnungen für Musikverkäufe (Land/Region, Auszeichnung, Verkäufe) | Verkäufe  |
| ---------------------------- | ---------------------------------------------------------------------- | --------- |
| Australien (ARIA)            | 3× Platin                                                              | 210.000   |
| Belgien (BRMA)               | Gold                                                                   | 15.000    |
| Dänemark (IFPI)              | Gold                                                                   | 45.000    |
| Deutschland (BVMI)           | Gold                                                                   | 150.000   |
| Frankreich (SNEP)            | —                                                                      | 56.600    |
| Neuseeland (RMNZ)            | Gold                                                                   | 7.500     |
| Österreich (IFPI)            | Gold                                                                   | 15.000    |
| Schweden (IFPI)              | Gold                                                                   | 20.000    |
| Schweiz (IFPI)               | Platin                                                                 | 30.000    |
| Vereinigte Staaten (RIAA)    | —                                                                      | 1.000.000 |
| Vereinigtes Königreich (BPI) | Silber                                                                 | 200.000   |
| Insgesamt                    | 1× Silber · 6× Gold · 4× Platin ·                                      | 1.749.100 |

### Dirty Dancer
| Land/Region               | Auszeichnungen für Musikverkäufe (Land/Region, Auszeichnung, Verkäufe) | Verkäufe |
| ------------------------- | ---------------------------------------------------------------------- | -------- |
| Australien (ARIA)         | Platin                                                                 | 70.000   |
| Kanada (MC)               | Platin                                                                 | 80.000   |
| Vereinigte Staaten (RIAA) | Gold                                                                   | 500.000  |
| Insgesamt                 | 1× Gold · 2× Platin ·                                                  | 650.000  |

### Promise
| Land/Region               | Auszeichnungen für Musikverkäufe (Land/Region, Auszeichnung, Verkäufe) | Verkäufe  |
| ------------------------- | ---------------------------------------------------------------------- | --------- |
| Mexiko (AMPROFON)         | 5× Gold                                                                | 150.000   |
| Spanien (Promusicae)      | Gold                                                                   | 30.000    |
| Vereinigte Staaten (RIAA) | 34× Platin                                                             | 2.040.000 |
| Insgesamt                 | 2× Gold · 6× Platin · 3× Diamant ·                                     | 2.220.000 |

### The Christmas Song
| Land/Region               | Auszeichnungen für Musikverkäufe (Land/Region, Auszeichnung, Verkäufe) | Verkäufe |
| ------------------------- | ---------------------------------------------------------------------- | -------- |
| Dänemark (IFPI)           | Gold                                                                   | 45.000   |
| Vereinigte Staaten (RIAA) | Gold                                                                   | 500.000  |
| Insgesamt                 | 2× Gold ·                                                              | 545.000  |

### Without You
| Land/Region                  | Auszeichnungen für Musikverkäufe (Land/Region, Auszeichnung, Verkäufe) | Verkäufe  |
| ---------------------------- | ---------------------------------------------------------------------- | --------- |
| Australien (ARIA)            | 4× Platin                                                              | 280.000   |
| Belgien (BRMA)               | Gold                                                                   | 15.000    |
| Brasilien (PMB)              | Platin                                                                 | 60.000    |
| Dänemark (IFPI)              | Gold                                                                   | 15.000    |
| Deutschland (BVMI)           | Gold                                                                   | 150.000   |
| Frankreich (SNEP)            | —                                                                      | 82.900    |
| Italien (FIMI)               | 3× Platin                                                              | 90.000    |
| Neuseeland (RMNZ)            | Platin                                                                 | 15.000    |
| Österreich (IFPI)            | Gold                                                                   | 15.000    |
| Schweiz (IFPI)               | Platin                                                                 | 30.000    |
| Spanien (Promusicae)         | Gold                                                                   | 30.000    |
| Vereinigte Staaten (RIAA)    | 2× Platin                                                              | 2.935.000 |
| Vereinigtes Königreich (BPI) | Platin                                                                 | 920.000   |
| Insgesamt                    | 5× Gold · 13× Platin ·                                                 | 4.437.900 |

### Climax
| Land/Region                  | Auszeichnungen für Musikverkäufe (Land/Region, Auszeichnung, Verkäufe) | Verkäufe  |
| ---------------------------- | ---------------------------------------------------------------------- | --------- |
| Australien (ARIA)            | Platin                                                                 | 70.000    |
| Kanada (MC)                  | Gold                                                                   | 40.000    |
| Neuseeland (RMNZ)            | Gold                                                                   | 7.500     |
| Vereinigte Staaten (RIAA)    | 3× Platin                                                              | 3.000.000 |
| Vereinigtes Königreich (BPI) | Silber                                                                 | 200.000   |
| Insgesamt                    | 1× Silber · 2× Gold · 4× Platin ·                                      | 3.317.500 |

### Scream
| Land/Region                  | Auszeichnungen für Musikverkäufe (Land/Region, Auszeichnung, Verkäufe) | Verkäufe  |
| ---------------------------- | ---------------------------------------------------------------------- | --------- |
| Australien (ARIA)            | 2× Platin                                                              | 140.000   |
| Deutschland (BVMI)           | Gold                                                                   | 150.000   |
| Kanada (MC)                  | 3× Platin                                                              | 240.000   |
| Neuseeland (RMNZ)            | Gold                                                                   | 7.500     |
| Vereinigte Staaten (RIAA)    | 3× Platin                                                              | 3.000.000 |
| Vereinigtes Königreich (BPI) | Gold                                                                   | 400.000   |
| Insgesamt                    | 3× Gold · 8× Platin ·                                                  | 3.937.500 |

### Lemme See
| Land/Region               | Auszeichnungen für Musikverkäufe (Land/Region, Auszeichnung, Verkäufe) | Verkäufe  |
| ------------------------- | ---------------------------------------------------------------------- | --------- |
| Vereinigte Staaten (RIAA) | Platin                                                                 | 1.000.000 |
| Insgesamt                 | 1× Platin ·                                                            | 1.000.000 |

### Numb
| Land/Region       | Auszeichnungen für Musikverkäufe (Land/Region, Auszeichnung, Verkäufe) | Verkäufe |
| ----------------- | ---------------------------------------------------------------------- | -------- |
| Australien (ARIA) | Gold                                                                   | 35.000   |
| Kanada (MC)       | Gold                                                                   | 40.000   |
| Insgesamt         | 2× Gold ·                                                              | 75.000   |

### Rest of My Life
| Land/Region       | Auszeichnungen für Musikverkäufe (Land/Region, Auszeichnung, Verkäufe) | Verkäufe |
| ----------------- | ---------------------------------------------------------------------- | -------- |
| Australien (ARIA) | Platin                                                                 | 70.000   |
| Neuseeland (RMNZ) | Gold                                                                   | 7.500    |
| Insgesamt         | 1× Gold · 1× Platin ·                                                  | 77.500   |

### Good Kisser
| Land/Region                  | Auszeichnungen für Musikverkäufe (Land/Region, Auszeichnung, Verkäufe) | Verkäufe  |
| ---------------------------- | ---------------------------------------------------------------------- | --------- |
| Vereinigte Staaten (RIAA)    | Platin                                                                 | 1.000.000 |
| Vereinigtes Königreich (BPI) | Silber                                                                 | 200.000   |
| Insgesamt                    | 1× Silber · 1× Platin ·                                                | 1.200.000 |

### New Flame
| Land/Region                  | Auszeichnungen für Musikverkäufe (Land/Region, Auszeichnung, Verkäufe) | Verkäufe  |
| ---------------------------- | ---------------------------------------------------------------------- | --------- |
| Australien (ARIA)            | Platin                                                                 | 70.000    |
| Neuseeland (RMNZ)            | 2× Platin                                                              | 60.000    |
| Vereinigte Staaten (RIAA)    | 4× Platin                                                              | 4.000.000 |
| Vereinigtes Königreich (BPI) | Gold                                                                   | 400.000   |
| Insgesamt                    | 1× Gold · 7× Platin ·                                                  | 4.530.000 |

### She Came to Give It to You
| Land/Region       | Auszeichnungen für Musikverkäufe (Land/Region, Auszeichnung, Verkäufe) | Verkäufe |
| ----------------- | ---------------------------------------------------------------------- | -------- |
| Australien (ARIA) | Platin                                                                 | 70.000   |
| Insgesamt         | 1× Platin ·                                                            | 70.000   |

### Body Language
| Land/Region                  | Auszeichnungen für Musikverkäufe (Land/Region, Auszeichnung, Verkäufe) | Verkäufe  |
| ---------------------------- | ---------------------------------------------------------------------- | --------- |
| Australien (ARIA)            | Gold                                                                   | 35.000    |
| Kanada (MC)                  | Gold                                                                   | 40.000    |
| Neuseeland (RMNZ)            | Platin                                                                 | 30.000    |
| Vereinigte Staaten (RIAA)    | Platin                                                                 | 1.000.000 |
| Vereinigtes Königreich (BPI) | Silber                                                                 | 200.000   |
| Insgesamt                    | 1× Silber · 2× Gold · 2× Platin ·                                      | 1.305.000 |

### I Don’t Mind
| Land/Region                  | Auszeichnungen für Musikverkäufe (Land/Region, Auszeichnung, Verkäufe) | Verkäufe  |
| ---------------------------- | ---------------------------------------------------------------------- | --------- |
| Australien (ARIA)            | Platin                                                                 | 70.000    |
| Dänemark (IFPI)              | Gold                                                                   | 30.000    |
| Neuseeland (RMNZ)            | Platin                                                                 | 30.000    |
| Vereinigte Staaten (RIAA)    | 4× Platin                                                              | 4.000.000 |
| Vereinigtes Königreich (BPI) | Platin                                                                 | 600.000   |
| Insgesamt                    | 1× Gold · 7× Platin ·                                                  | 4.730.000 |

### The Matrimony
| Land/Region               | Auszeichnungen für Musikverkäufe (Land/Region, Auszeichnung, Verkäufe) | Verkäufe  |
| ------------------------- | ---------------------------------------------------------------------- | --------- |
| Vereinigte Staaten (RIAA) | 2× Platin                                                              | 2.000.000 |
| Insgesamt                 | 2× Platin ·                                                            | 2.000.000 |

### Don’t Look Down
| Land/Region                  | Auszeichnungen für Musikverkäufe (Land/Region, Auszeichnung, Verkäufe) | Verkäufe  |
| ---------------------------- | ---------------------------------------------------------------------- | --------- |
| Australien (ARIA)            | Gold                                                                   | 35.000    |
| Brasilien (PMB)              | Gold                                                                   | 20.000    |
| Italien (FIMI)               | Platin                                                                 | 50.000    |
| Kanada (MC)                  | Gold                                                                   | 40.000    |
| Neuseeland (RMNZ)            | Gold                                                                   | 7.500     |
| Polen (ZPAV)                 | Gold                                                                   | 10.000    |
| Vereinigte Staaten (RIAA)    | Gold                                                                   | 500.000   |
| Vereinigtes Königreich (BPI) | Gold                                                                   | 400.000   |
| Insgesamt                    | 7× Gold · 1× Platin ·                                                  | 1.062.500 |

### No Limit
| Land/Region               | Auszeichnungen für Musikverkäufe (Land/Region, Auszeichnung, Verkäufe) | Verkäufe  |
| ------------------------- | ---------------------------------------------------------------------- | --------- |
| Australien (ARIA)         | Gold                                                                   | 35.000    |
| Kanada (MC)               | Gold                                                                   | 40.000    |
| Vereinigte Staaten (RIAA) | 2× Platin                                                              | 2.000.000 |
| Insgesamt                 | 2× Gold · 2× Platin ·                                                  | 2.075.000 |

### Crash
| Land/Region                  | Auszeichnungen für Musikverkäufe (Land/Region, Auszeichnung, Verkäufe) | Verkäufe |
| ---------------------------- | ---------------------------------------------------------------------- | -------- |
| Australien (ARIA)            | 2× Platin                                                              | 140.000  |
| Vereinigtes Königreich (BPI) | Silber                                                                 | 200.000  |
| Insgesamt                    | 1× Silber · 2× Platin ·                                                | 340.000  |

### Rivals
| Land/Region               | Auszeichnungen für Musikverkäufe (Land/Region, Auszeichnung, Verkäufe) | Verkäufe |
| ------------------------- | ---------------------------------------------------------------------- | -------- |
| Vereinigte Staaten (RIAA) | Gold                                                                   | 500.000  |
| Insgesamt                 | 1× Gold ·                                                              | 500.000  |

### Party
| Land/Region                  | Auszeichnungen für Musikverkäufe (Land/Region, Auszeichnung, Verkäufe) | Verkäufe  |
| ---------------------------- | ---------------------------------------------------------------------- | --------- |
| Australien (ARIA)            | Platin                                                                 | 70.000    |
| Kanada (MC)                  | Gold                                                                   | 40.000    |
| Neuseeland (RMNZ)            | Platin                                                                 | 30.000    |
| Vereinigte Staaten (RIAA)    | 3× Platin                                                              | 3.000.000 |
| Vereinigtes Königreich (BPI) | Gold                                                                   | 400.000   |
| Insgesamt                    | 2× Gold · 5× Platin ·                                                  | 3.540.000 |

### Come Thru
| Land/Region                  | Auszeichnungen für Musikverkäufe (Land/Region, Auszeichnung, Verkäufe) | Verkäufe  |
| ---------------------------- | ---------------------------------------------------------------------- | --------- |
| Australien (ARIA)            | Platin                                                                 | 70.000    |
| Brasilien (PMB)              | Gold                                                                   | 20.000    |
| Kanada (MC)                  | Platin                                                                 | 80.000    |
| Vereinigte Staaten (RIAA)    | 2× Platin                                                              | 2.000.000 |
| Vereinigtes Königreich (BPI) | Gold                                                                   | 400.000   |
| Insgesamt                    | 2× Gold · 4× Platin ·                                                  | 2.570.000 |

### Don’t Waste My Time
| Land/Region               | Auszeichnungen für Musikverkäufe (Land/Region, Auszeichnung, Verkäufe) | Verkäufe |
| ------------------------- | ---------------------------------------------------------------------- | -------- |
| Vereinigte Staaten (RIAA) | Gold                                                                   | 500.000  |
| Insgesamt                 | 1× Gold ·                                                              | 500.000  |

### Too Much
| Land/Region               | Auszeichnungen für Musikverkäufe (Land/Region, Auszeichnung, Verkäufe) | Verkäufe |
| ------------------------- | ---------------------------------------------------------------------- | -------- |
| Vereinigte Staaten (RIAA) | Gold                                                                   | 500.000  |
| Insgesamt                 | 1× Gold ·                                                              | 500.000  |

### Dientes
| Land/Region               | Auszeichnungen für Musikverkäufe (Land/Region, Auszeichnung, Verkäufe) | Verkäufe |
| ------------------------- | ---------------------------------------------------------------------- | -------- |
| Vereinigte Staaten (RIAA) | Platin                                                                 | 60.000   |
| Insgesamt                 | 1× Platin ·                                                            | 60.000   |

## Auszeichnungen nach Liedern

### Can You Handle It?
| Land/Region               | Auszeichnungen für Musikverkäufe (Land/Region, Auszeichnung, Verkäufe) | Verkäufe |
| ------------------------- | ---------------------------------------------------------------------- | -------- |
| Vereinigte Staaten (RIAA) | Gold                                                                   | 500.000  |
| Insgesamt                 | 1× Gold ·                                                              | 500.000  |

### Superstar
| Land/Region               | Auszeichnungen für Musikverkäufe (Land/Region, Auszeichnung, Verkäufe) | Verkäufe  |
| ------------------------- | ---------------------------------------------------------------------- | --------- |
| Vereinigte Staaten (RIAA) | Platin                                                                 | 1.000.000 |
| Insgesamt                 | 1× Platin ·                                                            | 1.000.000 |

### Foolin’ Around
| Land/Region     | Auszeichnungen für Musikverkäufe (Land/Region, Auszeichnung, Verkäufe) | Verkäufe |
| --------------- | ---------------------------------------------------------------------- | -------- |
| Südkorea (KMCA) | —                                                                      | 154.715  |
| Insgesamt       | —                                                                      | 154.715  |

### Turn It Up
| Land/Region     | Auszeichnungen für Musikverkäufe (Land/Region, Auszeichnung, Verkäufe) | Verkäufe |
| --------------- | ---------------------------------------------------------------------- | -------- |
| Südkorea (KMCA) | —                                                                      | 142.530  |
| Insgesamt       | —                                                                      | 142.530  |

## Auszeichnungen nach Musikstreamings

### Without You
| Land/Region     | Auszeichnungen für Musikverkäufe (Land/Region, Auszeichnung, Verkäufe) | Verkäufe  |
| --------------- | ---------------------------------------------------------------------- | --------- |
| Dänemark (IFPI) | 2× Platin                                                              | 1.800.000 |
| Insgesamt       | 2× Platin ·                                                            | 1.800.000 |

### Scream
| Land/Region     | Auszeichnungen für Musikverkäufe (Land/Region, Auszeichnung, Verkäufe) | Verkäufe  |
| --------------- | ---------------------------------------------------------------------- | --------- |
| Dänemark (IFPI) | Platin                                                                 | 1.800.000 |
| Insgesamt       | 1× Platin ·                                                            | 1.800.000 |

## Auszeichnungen nach Videoalben

### Usher Live
| Land/Region               | Auszeichnungen für Musikverkäufe (Land/Region, Auszeichnung, Verkäufe) | Verkäufe |
| ------------------------- | ---------------------------------------------------------------------- | -------- |
| Vereinigte Staaten (RIAA) | Gold                                                                   | 50.000   |
| Insgesamt                 | 1× Gold ·                                                              | 50.000   |

### Live Evolution 8701
| Land/Region                  | Auszeichnungen für Musikverkäufe (Land/Region, Auszeichnung, Verkäufe) | Verkäufe |
| ---------------------------- | ---------------------------------------------------------------------- | -------- |
| Australien (ARIA)            | Platin                                                                 | 15.000   |
| Kanada (MC)                  | Gold                                                                   | 5.000    |
| Vereinigte Staaten (RIAA)    | Platin                                                                 | 100.000  |
| Vereinigtes Königreich (BPI) | Gold                                                                   | 25.000   |
| Insgesamt                    | 2× Gold · 2× Platin ·                                                  | 145.000  |

### Rhythm City Volume One: Caught Up
| Land/Region       | Auszeichnungen für Musikverkäufe (Land/Region, Auszeichnung, Verkäufe) | Verkäufe |
| ----------------- | ---------------------------------------------------------------------- | -------- |
| Australien (ARIA) | Gold                                                                   | 7.500    |
| Kanada (MC)       | Gold                                                                   | 5.000    |
| Insgesamt         | 2× Gold ·                                                              | 12.500   |

### Truth Tour: Behind the Truth
| Land/Region               | Auszeichnungen für Musikverkäufe (Land/Region, Auszeichnung, Verkäufe) | Verkäufe |
| ------------------------- | ---------------------------------------------------------------------- | -------- |
| Frankreich (SNEP)         | Gold                                                                   | 10.000   |
| Vereinigte Staaten (RIAA) | 7× Platin                                                              | 700.000  |
| Insgesamt                 | 1× Gold · 7× Platin ·                                                  | 710.000  |

## Statistik und Quellen
| Land/RegionAuszeichnungen für Musikverkäufe (Land/Region, Auszeichnungen, Verkäufe, Quellen) | Silber       | Gold         | Platin         | Diamant     | Verkäufe    | Quellen                                                   |
| -------------------------------------------------------------------------------------------- | ------------ | ------------ | -------------- | ----------- | ----------- | --------------------------------------------------------- |
| Australien (ARIA)                                                                            | —            | 10× Gold10   | 61× Platin61   | —           | 4.512.500   | aria.com.au                                               |
| Belgien (BRMA)                                                                               | —            | 4× Gold4     | Platin1        | —           | 100.000     | ultratop.be                                               |
| Brasilien (PMB)                                                                              | —            | 2× Gold2     | 5× Platin5     | —           | 320.000     | pro-musicabr.org.br                                       |
| Dänemark (IFPI)                                                                              | —            | 8× Gold8     | 9× Platin9     | —           | 572.500     | ifpi.dk                                                   |
| Deutschland (BVMI)                                                                           | —            | 7× Gold7     | 4× Platin4     | —           | 2.200.000   | musikindustrie.de                                         |
| Europa (IFPI)                                                                                | —            | —            | 2× Platin2     | —           | (2.000.000) | ifpi.org (Memento vom 1. Januar 2014 im Internet Archive) |
| Frankreich (SNEP)                                                                            | —            | 3× Gold3     | —              | —           | 498.300     | snepmusique.com                                           |
| Irland (IRMA)                                                                                | —            | Gold1        | —              | —           | 7.500       | irishcharts.ie                                            |
| Italien (FIMI)                                                                               | —            | Gold1        | 5× Platin5     | —           | 225.000     | fimi.it                                                   |
| Japan (RIAJ)                                                                                 | —            | 5× Gold5     | Platin1        | —           | 750.000     | riaj.or.jp JP2                                            |
| Kanada (MC)                                                                                  | —            | 10× Gold10   | 24× Platin24   | Diamant1    | 3.210.000   | musiccanada.com                                           |
| Mexiko (AMPROFON)                                                                            | —            | 2× Gold2     | 3× Platin3     | —           | 240.000     | amprofon.com.mx                                           |
| Neuseeland (RMNZ)                                                                            | —            | 11× Gold11   | 40× Platin40   | —           | 1.065.000   | aotearoamusiccharts.co.nz NZ2 NZ3                         |
| Niederlande (NVPI)                                                                           | —            | 2× Gold2     | —              | —           | 80.000      | nvpi.nl                                                   |
| Norwegen (IFPI)                                                                              | —            | —            | Platin1        | —           | 10.000      | ifpi.no                                                   |
| Österreich (IFPI)                                                                            | —            | 4× Gold4     | —              | —           | 60.000      | ifpi.at                                                   |
| Polen (ZPAV)                                                                                 | —            | Gold1        | —              | —           | 10.000      | olis.pl                                                   |
| Russland (NFPF)                                                                              | —            | —            | 2× Platin2     | —           | 40.000      | 2m-online.ru                                              |
| Schweden (IFPI)                                                                              | —            | 5× Gold5     | —              | —           | 85.000      | sverigetopplistan.se                                      |
| Schweiz (IFPI)                                                                               | —            | 3× Gold3     | 4× Platin4     | —           | 195.000     | hitparade.ch                                              |
| Singapur (RIAS)                                                                              | —            | Gold1        | —              | —           | 5.000       | rias.org.sg                                               |
| Spanien (Promusicae)                                                                         | —            | 2× Gold2     | 3× Platin3     | —           | 240.000     | elportaldemusica.es                                       |
| Südafrika (RISA)                                                                             | —            | —            | Platin1        | —           | 50.000      | mi2n.com                                                  |
| Südkorea (KMCA)                                                                              | —            | —            | —              | —           | 1.838.160   | Einzelnachweise                                           |
| Ungarn (MAHASZ)                                                                              | —            | —            | Platin1        | —           | 20.000      | slagerlistak.hu                                           |
| Vereinigte Staaten (RIAA)                                                                    | —            | 15× Gold15   | 127× Platin127 | 5× Diamant5 | 142.810.000 | riaa.com                                                  |
| Vereinigtes Königreich (BPI)                                                                 | 10× Silber10 | 9× Gold9     | 25× Platin25   | —           | 17.731.000  | bpi.co.uk                                                 |
| Insgesamt                                                                                    | 10× Silber10 | 106× Gold106 | 319× Platin319 | 6× Diamant6 |             |                                                           |